# 徳川林政史研究所
徳川林政史研究所（とくがわりんせいしけんきゅうじょ）は、東京都豊島区目白にある公益財団法人徳川黎明会に属する研究機関。日本の林業の歴史に関する研究や、尾張徳川家所蔵だった文献資料の保存・公開などを行なっている。尾張徳川家・19代当主徳川義親が1923（大正12）年に私邸内に設置した林政史研究室に由来し、1931年に徳川黎明会の蓬左文庫附属歴史研究室に改組され、1950年に蓬左文庫から独立した徳川林政史研究所となった。

## 沿革
1908年に尾張徳川家の養嗣子となった徳川義親は、尾張藩が領地としていた木曽の経営史（主に林政史）について研究し、1911年7月に東京帝国大学文科大学史学科の卒業論文として「木曾山」を執筆・提出して卒業した。
その後、1923年に義親は私邸内に林政史研究室を設置して再び木曾林政の研究調査、資料収集を開始した。なお、中野 (1977, pp. 40–41)では、義親は尾張徳川家を継いだ後、同家の古文書類を調べていて資料の欠落・空白から青松葉事件の存在に気付き、このことが林政史研究所を設立して歴史研究を行なう発端になった、としている。
1931年に義親が財団法人徳川黎明会を設立して尾張徳川家伝来の什宝・美術品・文献資料を同財団に寄付した際、林政史研究室は同財団の一機関として位置づけられることになり、蓬左文庫附属歴史研究室と改称した。
1950年に蓬左文庫は、戦後の社会的混乱と経済的困窮を背景に愛知県名古屋市に移譲されることになり、その際に附属歴史研究室は独立して豊島区目白の義親邸内に残され、徳川林政史研究所と改称した。
1950年代に同研究所は義親の著書である『木曾の村方の研究』、『尾張藩石高考』などを出版している。

## 2.26事件関連文書
1936年2月の二・二六事件の際、義親は反乱軍の将校に連絡をとって宮中への参内を仲介しようとしたことで事件後警察の取り調べを受けることになり、また同事件の軍事裁判で法務官を務めた小川関治郎は旧尾張藩士の出身で、事件後しばしば義親邸を訪問し、事件の軍事裁判の情報を伝えていた。この関係から、1939年末から1940年にかけて、小川は2.26事件の裁判関係資料を義親邸に持ち込んで保管を依頼したとされ、1973年現在、資料は未公開のまま徳川林政史研究所に保管されている、とされている。

## 現況
小田部 (1988, p. 29)では、同研究所は、近世経済史研究の基礎的な資料を保存・公開する活動をしていると紹介されており、林政研 (2013)では、所蔵する藩政資料の特徴を活かして、江戸時代の尾張藩の林政史を中心に、尾張藩や江戸幕府に関する研究も行ない、史料の整理・公開の充実に注力しているほか、豊島区教育委員会との共催で公開講座を開催するなど教育・普及活動にも参画している、としている。

## 機関誌
1967年3月以来、年1回、機関誌である『徳川林政史研究所紀要』を刊行している。2015年3月発行の第49号からは、徳川美術館の論考・研究と併せて『金鯱叢書』に収載する形式で刊行されるようになった。